# Observatoire astronomique d'Odessa
L'observatoire astronomique d'Odessa (en ukrainien : Одеська обсерваторія), ou simplement observatoire de Mechnikov, est un observatoire astronomique situé à Odessa, en Ukraine.
Il a plusieurs sites : 
- l'Observatoire Pic Terskol,
- l'observatoire Duchak-Erekdag,
- dans le phare d'Odessa.

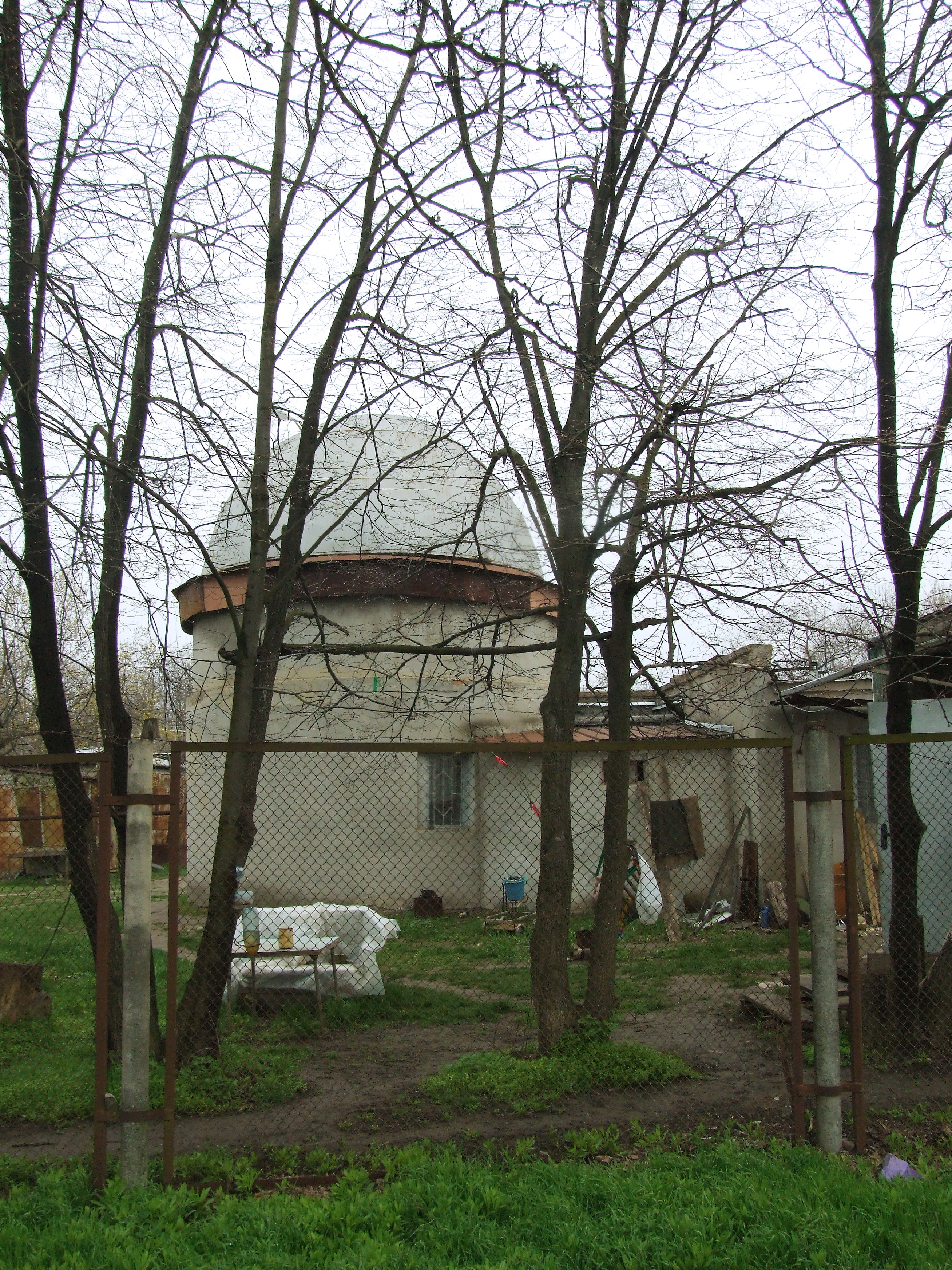
La coupole.

Le site fait l'objet d'une soumission à la liste du monument national ukrainien.